# Couromoda
A Couromoda - Feira Internacional de Calçados, Artigos Esportivos e Artefatos - É  a maior feira especializada na América Latina e a quarta maior do mundo, o mais importante evento para negócios e lançamento de moda no mercado de calçados e artigos de couro. Sua sede está localizada na cidade de São Paulo.
Possui 35 anos de atividade, e ja passou por diversas cidades latino-americas, inclusive brasileiras, recebendo apenas comerciantes e profissionais do setor. Sua 36ª edição teve início no dia 12 de Janeiro e fim no dia 15, com a abertura feita pelo presidente Luiz Inácio Lula da Silva e com a presença do governador do estado de São Paulo e do prefeito Gilberto Kassab, ocorrendo no Pavilhão de Exposições do Complexo do Anhembi, na zona norte de São Paulo.